# باشگاه فوتبال میتو هولیهوک
باشگاه فوتبال میتو هولیهوک ژاپنی: 水戸ホーリーホック باشگاه فوتبالی در شهر استان ایباراکی، ژاپن است که در جی‌لیگ ۲ بازی می‌کند. این باشگاه در سال ۱۹۹۴ میلادی پایه‌گذاری شده است.